# Neutralizzazione (chimica)

La reazione di neutralizzazione viene utilizzata in chimica analitica nelle titolazioni acido-base. Nell'immagine: neutralizzazione di un acido con una base e costruzione della relativa curva di titolazione.

Per neutralizzazione si intende l'avanzamento di una  reazione acido-base fino al suo punto di equivalenza, ovvero la condizione per cui il reagente acido ed il reagente basico si trovano in soluzione in quantità tali da liberare lo stesso numero di equivalenti (rispettivamente ioni H+ e ioni OH−) che danno luogo alla reazione. Il pH della reazione al punto di equivalenza dipende dalla natura dei reagenti e quindi dal sale che si viene a formare. Un tipico caso di neutralizzazione è rappresentato dalla reazione stechiometrica tra acido cloridrico e idrossido di sodio eseguita in solvente acquoso:
HCl + NaOH → NaCl + H2O
HCl e NaOH sono rispettivamente un acido ed una base forti, mentre NaCl e H2O sono rispettivamente la base debole e l'acido debole coniugati. Dalla stechiometria della reazione si evince che il punto di equivalenza viene raggiunto quando una mole di HCl reagisce con una mole di NaOH. Al punto di equivalenza il pH della soluzione assume valore 7, ovvero il pH dell'acqua.

## Neutralizzazione di un acido debole con una base forte
Neutralizzando in ambiente acquoso un acido debole con una base forte si ottiene, al punto di equivalenza, una soluzione contenente la base forte coniugata dell'acido iniziale sotto forma di sale disciolto. Tipico l'esempio della neutralizzazione dell'acido acetico con NaOH:
Il pH della soluzione neutralizzata risulterà quindi basico.

## Neutralizzazione di una base debole con un acido forte
Neutralizzando in ambiente acquoso una base debole con un acido forte si ottiene, al punto di equivalenza, una soluzione contenente l'acido forte coniugato della base iniziale sotto forma di sale disciolto. Tipico l'esempio della neutralizzazione dell'idrossido d'ammonio con HCl:
NH4OH + HCl → NH4Cl + H2O
Il pH della soluzione neutralizzata risulterà quindi acido.